# 華中華
『華中華』（ハナ・チャイナ）は、西ゆうじ原作、ひきの真二作画による日本の漫画。『ビッグコミック増刊号』（小学館）で2003年10月27日号から2007年3月17日号まで連載、のち『ビッグコミック』（同）へ移籍して2007年10号から連載されたが、2013年2号の掲載を最後に原作者の西が死去し、遺族と原作者の生前の意向により未完に終わった。単行本は小学館ビッグコミックスから全19巻で刊行されている。
チャーハンを題材とした料理・グルメ漫画である。

## あらすじ
横浜中華街の満点大飯店で修業し、村一番の料理人になるため徳島から来た中村華子は、関帝廟で楊貴妃の幽霊と出会い、村一番の料理人になるために協力すると言われる。やがて、店を畳もうとしていた上海亭のおじさんに見込まれて、2時半から4時半までの間、華子は内緒でチャーハンを作り始める。そしてチャーハンは星の数ほどあるということを知り、中華街の様々な人たちと触れ合いながらたくさんのチャーハンを作っていく。

## 登場人物

### 主人公とその関係者
中村華子
通称：ハナちゃん。中華街の名店「満点大飯店」で見習い料理人として働く傍ら、昼休みにはひそかに「上海亭」でチャーハンを作る。のちに「満点大飯店」を退職、「上海亭」専属の料理人になる。Bカップ。
楊貴妃
中国唐代の皇妃だが、幽霊となって現代まで旨いものを求め続けてきた…!? 口癖「もちのロン!」は華子にもうつった。
上海亭夫婦
店主が鍋をふれなくなり、華子に厨房を貸している。若い頃におじいさんがおばあさんを卸問屋で見かけて一目惚れし、問屋主人のはからいによってデートをすることになった。
しかしおばあさんは沼津の魚屋の一人娘で、後を継ぐために実家に帰らなければならなかった。最後の思い出にとしたデートだったが、おじいさんは結婚すると決意、おばあさんの両親を説得して結婚した。実家の跡継ぎのために一人息子を実家に残したつらい過去がある。
斉藤康彦
三浦半島の農家の息子。お見合いをして以来、華子のことが忘れられず中華街まで何度か来ているうちに、華のハートをつかんだ。
中村竹三郎
華子の寮の管理人だが、実は満点大飯店の前オーナーにして華子の大叔父。華子を陰から見守る傍ら、変装をして中華街のこれという店に入り、料理の欠点などを指摘し中華街全体の味の向上を図ろうとしている。
但し銀河楼飯店は、料理や客の事を真剣に考えない店長見習いがいるため見捨てている。

### 満点大飯店
島野敏郎
数々の一流店を経て満点大飯店にやって来た凄腕の料理人。おネエ言葉で話し、主婦層のファンが多い。
店に来る女性ファンからは「島野様」と呼ばれている。
華子に何くれとなく目をかけていたが、華子が上海亭に移ってからは密かに見守りつつライバル視している。
富永計太郎
満点大飯店の現オーナー。足もとを見ず、夢ばかり見ている?
富永奈可子
竹三郎の娘で、計太郎の妻。数年間に及ぶ世界旅行から帰国。その後店の経営に手腕を発揮する。
陳
満点大飯店の元料理長。腕は確かだが、計太郎に振り回されっぱなし。
華子の働きぶりに感心しており、何かと目をかけるようになった。
吉田
満点大飯店のフロア長。風見鶏。
チビ太、ノッポ、ブーちゃん
満点大飯店の見習い料理人で華子の先輩たち。雑用を押し付けるなど華子に嫌がらせをすることが多い。
3人とも実家が中華料理屋であり、いつかはそこを継ぐために満点大飯店で働いており、多少の向上心や料理人としてのプライドは持っている。
楊玉環
楊貴妃の血を引くという、上海の財閥のお嬢様。当初「〜だぞよ」など、おかしな言葉や奇行をもって周囲を油断させ、満点大飯店から商売の秘訣などを盗もうとしていたのだが、盗むに値するものはないと判断、帰国して結婚することになる。
その際、華子の前でのみ普通の口調に戻り、事情を説明し別れを告げる。

## 特徴
炒飯（チャーハン）に拘る作品として、オリジナルレシピの追求に余念がない。単行本第1巻の巻末に追加収録された「楊貴妃直伝!! 星の数ほどチャーハンレシピ物語」は、第2巻以降では各エピソードのラストに挿入される形をとる。第1回で登場するチャーハンのレシピは、原作者の西が考案し、実際に調理した物を作画資料にしていることが語られている。